# Усьце-Горлицке (гмина)
Усьце-Горлицке (пол. Uście Gorlickie) — сельская гмина (волость) в Польше, входит как административная единица в Горлицкий повет, Малопольское воеводство. Население — 6241 человек (на 2004 год).

## Демография
| Перепись                       | Всего   | Всего | Женщины | Женщины | Мужчины | Мужчины |
| ------------------------------ | ------- | ----- | ------- | ------- | ------- | ------- |
| Единицы                        | человек | %     | человек | %       | человек | %       |
| Население                      | 6241    | 100   | 3070    | 49,2    | 3171    | 50,8    |
| Плотность населения (чел./км²) | 21,7    | 21,7  | 10,7    | 10,7    | 11      | 11      |

## Сельские округа
1. Баница
2. Брунары
3. Чарна
4. Гладышув
5. Ханьчова
6. Избы
7. Конечна
8. Кункова
9. Квятонь
10. Новица — родина украинского поэта Богдана-Игоря Антоныча
11. Регетув
12. Ропки
13. Сквиртне
14. Смерековец
15. Ставиша
16. Снетница
17. Усце-Горлицке
18. Высова-Здруй
19. Здыня

## Поселения
1. Блехнарка

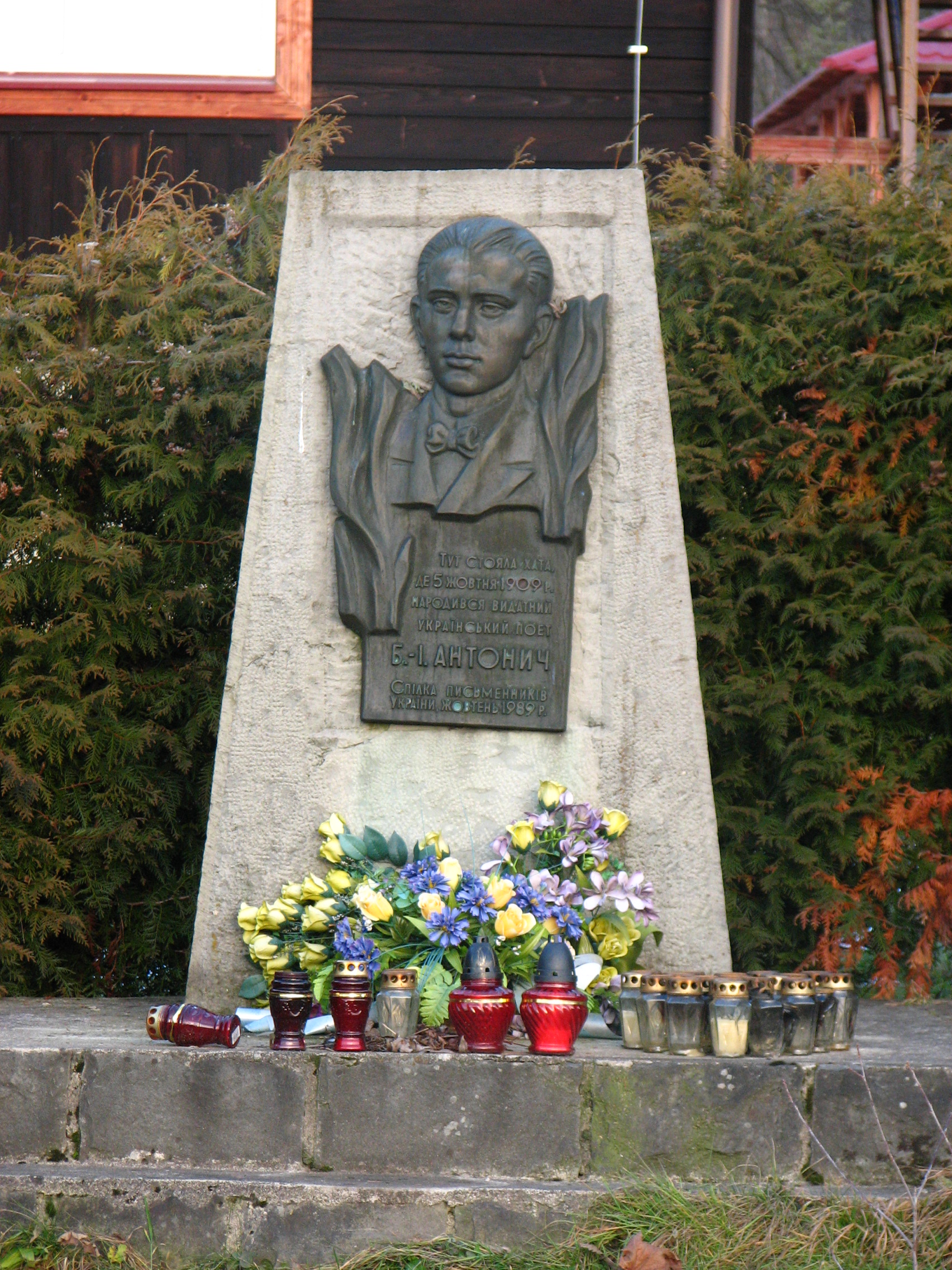
Мемориальная доска Антонычу в Новице

2. Брунары-Выжне — входит в состав села Брунары
3. Брунары-Нижне — входит в состав села Брунары
4. Длуге
5. Лещины
6. Одерне
7. Пшислуп
8. Гута-Высовска

## Соседние гмины
1. Гмина Горлице
2. Гмина Грыбув
3. Гмина Крыница-Здруй
4. Гмина Ропа
5. Гмина Сенкова